# Adona
Adona è una località dell'Arkansas. Nel censimento del 2010 aveva una popolazione di 187 abitanti e una densità abitativa di 76,48 abitanti per km².

## Geografia fisica
Adona ha una superficie totale di 2,44 km² dei quali 2,44 sono di terra ferma e 0 km² sono di acqua.

## Società

### Evoluzione demografica
Secondo il censimento del 2010 c'erano 187 persone residenti in Adona. La densità di popolazione era di 76,48 ab./ km². Dei 187 residenti, Adona era composta dal 94,12% bianchi, 3,21% erano afroamericani, 2,14% erano nativi americani e lo 0,53% da due o più razze.